# Franz Theodor Kugler
Franz Theodor Kugler (Stettin, 1808. január 19. – Berlin, 1858. március 18.) német műtörténész, történetíró és költő.

## Élete
Berlinben és Heidelbergben filológiát tanult, mellékesen műtörténeti tanulmányokkal foglalkozott, amelynek később életét szentelte. 1833-ban a berlini egyetemen a műtörténet magántanára lett, majd mint előadó tanácsos működött a porosz közoktatásügyi minisztériumban. Főművei, amelyek a műtörténelmi irodalomban úttörők voltak: Handbuch der Geschichte der Malerei, v. Konstantin d. Grossen bis auf die neuere Zeit (Berlin, 1837); Geschichte Friedrichs des Grossen (Stettin, 1840); Handbuch der Kunstgeschichte (Stuttgart, 1841-42, amelyben először kísérelte meg az egész műtörténelmet egybefoglalni a világtörténelmi korszakokkal); Geschichte der Baukunst (Berlin, 1855-60), amelyet nem fejezett be. Költői művei: Skizzenbuch (Berlin, 1830); Gedichte (Stuttgart, 1840). Írt drámákat és elbeszéléseket is.